# Martin Hoffmann (pastor)
Martin Hoffmann (ur. 12 lipca 1908, zm. 9 lutego 2002) – czeski duchowny ewangelicko-augsburski, proboszcz parafii w Pstrążnej, zwolennik przyłączenia ziemi kłodzkiej do Czechosłowacji.

## Życiorys

### Rodzina i dzieciństwo
Urodził się w 1908 roku w Wiktorii na terenie niemieckiego wówczas Kamerunu jako syn misjonarzy. Jego ojciec, Jiří Hoffmann, pochodził ze Strzelina i mówił biegle po czesku.
Martin miał czterech braci:
- najstarszy żył i umarł w Szwajcarii,
- drugi mieszkał w Argentynie, gdzie był profesorem germanistyki a jednocześnie znakomitym muzykiem i kompozytorem, m.in. napisał koncert fortepianowy; napisał także 20 książek,
- trzeci długie lata mieszkał w Chile i był tam dyrektorem domu opieki, po przejściu na emeryturę przeprowadził się do Monachium,
- czwarty był lekarzem i pracował w Afryce przy lekarskiej misji.

Rodzice Martina spędzili większość życia na pracy misyjnej w Afryce. Aresztowani przez Anglików w czasie I wojny światowej nie poddali się i pozostali na posterunku, natomiast trzyletni Martin musiał ze względu na zły klimat wrócić do Europy i zamieszkać z siostrami ojca w Strzelinie.

### Wykształcenie i działalność duszpastersko-polityczna
Po ukończeniu szkół elementarnej i średniej rozpoczął studia teologiczne na Wydziale Teologii Protestanckiej Śląskiego Uniwersytetu im. Fryderyka Wilhelma we Wrocławiu, które ukończył uzyskaniem tytułu doktora. W 1933 roku został proboszczem parafii ewangelickiej w Pstrążnej, która charakteryzowała się liczną mniejszością czeską. W 1942 roku ze względu na brak entuzjazmu dla rządów Adolfa Hitlera w Niemczech został wcielony do Wehrmachtu. W końcowej fazie wojny udało mu się jednak z niej uciec. Wrócił na ziemię kłodzką do swoich parafian.
Po zakończeniu działań wojennych i wprowadzeniu na teren Kłodzczyzny administracji polskiej usilnie zabiegał o przyłączenie tego terytorium do Czechosłowacji. Poza tym starał się aby władze polskie uznały czeskie pochodzenie wielu mieszkańców nie tylko ziemi kłodzkiej, ale także powiatu strzelińskiego, co miało ochronić ich przed wysiedleniem w głąb Niemiec. Stanął na czele czeskiej Rady Narodowej Ziemi Kłodzkiej (Narodniho vyboru pro uzemi Kladska) jako przewodniczący. Za swoją działalność był więziony przez pół roku w Dusznikach-Zdroju, Kłodzku i na warszawskim Mokotowie. Stamtąd został deportowany do Pragi. Źródła podają, że w tym samym czasie więziono 54 innych Czechów zaangażowanych w sprawę przyłączenia Kłodzczyzny do Czechosłowacji, spośród których 21 zginęło. Zmarł w 2002 roku.